# Прокоп Сенявський (хорунжий)
Прокоп Сенявський (пом. 9 січня 1627) — шляхтич, військовик, урядник Речі Посполитої. Підписувався Прокоп з Гранова Сенявський. Представник спольщеного українського шляхетського роду Сенявських гербу Леліва. Прапрадід Миколи Василя Потоцького.

## Життєпис
Син яворівського старости Адама Єроніма Сенявського та Катерини Сенявської (з роду Косток). Зі старшими братами мав багаторічну навчальну подорож Європою (Нідерланди, Німеччина, Італія), під час якої зблизився з Якубом Собеським. 1620 року разом з старшим братом Миколаєм вирушив до королівського двору «шукати щастя» — за спогадами Якуба Собеського, вперше там з'явились. Через війну з турками 7 січня 1621 отримав лист-наказ на збір 100-кінної коругви гусарів, з нею брав участь у битві під Хотином 1621. У квітні 1622 був одним з комісарів для перемовин з львівськими конфедератами. 23 травня 1622 року був номінований як хорунжий великий коронний. Брав участь у битві під Мартиновом проти татар. У січні 1625 підтримував кандидатуру Христофора Радзивілла на посаду маршалка майбутнього сейму. В серпні 1625 хворів, не відомо, чи брав участь у виправі проти козаків Марка Жмайла, але вислав свої відділи, які брали участь. У лютому 1626 брав участь у невдалій кампанії Станіслава Конецпольського проти татар, через це сильно постраждали його маєтки (м. ін., згоріла Буща). На збір (пол. okazowanie) шляхти під Львовом 20 квітня 1626 прислав почт, сам перебував у Миші (ВКЛ), звідти писав до гетьмана Христофора Радзивілла, що через погане здоров'я не зміг добратись до Койданова.
Був власником дідичних маєтків — Бережан, Меджибожа, та інших в Руському, Подільському, Брацлавському воєводствах. Дружина як посаг внесла ще більші у ВКЛ, також Гологори.
Дружина — Анна Єфросина Ходкевич, донька троцького воєводи Олександра Ходкевича (пом. 1626) та його першої дружини Євфимії Сененської. Діти: 
- Александер, помер 1627-го на 4 році життя, відразу після батька
- Адам Єронім.

Помер після тривалої хвороби 9 січня 1627 року, похорони — 16 березня 1627 року в Бережанах, поховальну промову мав теребовлянський староста Якуб Собеський.